# مايدا فيل (محطة مترو أنفاق لندن)
مايدا فيل (بالإنجليزية: Maida Vale)‏ هي إحدى محطات مترو أنفاق لندن. تقع على خط بيكرلو أفتتحت في المنطقة (Zone) رقم 2 أفتتحت في 6 يونيو 1915.

## معرض صور

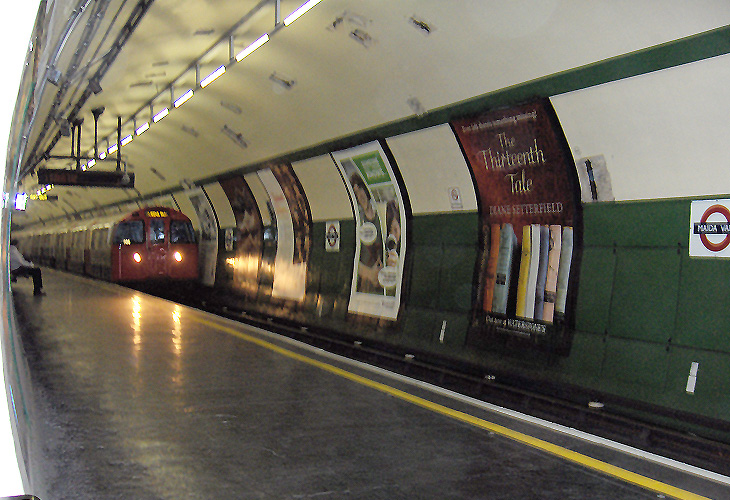
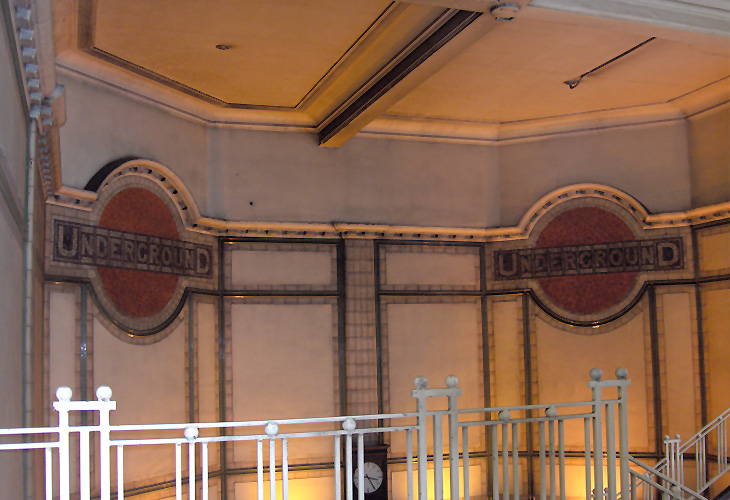
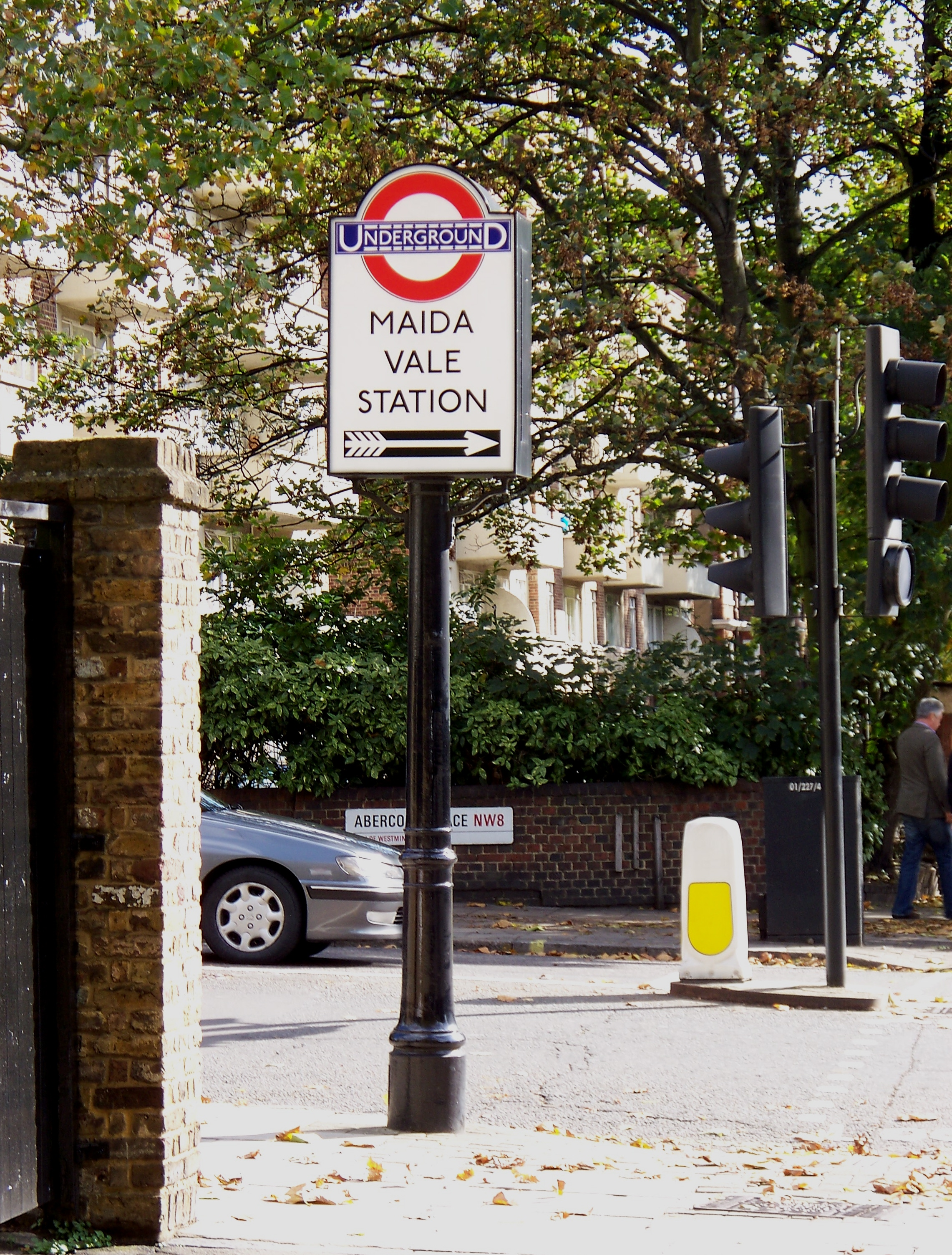